# Automotive (Film)
Automotive ist ein deutscher Dokumentarfilm unter der Regie von Jonas Heldt. Der Debütfilm feierte im Februar 2020 auf der Berlinale Weltpremiere in der Sektion Perspektive Deutsches Kino.

## Handlung
Automotive gewährt Einblicke in eine Generation, für die Arbeit weder zwingend für die eigene Identität erforderlich noch eine sichere Lebensgrundlage ist. Die Bindung zum Arbeitgeber, wie sie früher üblich war, ist verschwunden. Der Film zeigt Lebensentwürfe von zwei Frauen, die sich in der Autoindustrie behaupten müssen und deren Arbeitsplätze früher oder später durch Automatisierung wegfallen werden. Die Leben von zwei jungen Frauen werden einander gegenübergestellt: Die Headhunterin Eva (33) rekrutiert für Audi in Ingolstadt Logistikfachkräfte im Bereich Automatisierung. Sie sieht auch ihren eigenen Arbeitsplatz langfristig verschwinden, will allerdings vorher genug Geld gespart haben, um nicht mehr arbeiten zu müssen und mit ihrer Freundin in der Karibik leben zu können. Die Arbeiterin Sedanur (20) träumt von einem eigenen Mercedes. Als Leiharbeiterin verliert sie als eine der Ersten in der Dieselkrise ihren Arbeitsplatz. Obwohl die beiden einen ganz unterschiedlichen Bildungsstand haben, betrifft die Automatisierung sie beide. Vergangenes und Zukünftiges begegnen sich in den Hallen des Automobilherstellers, wo Drohnen Lenkräder via Luftlinie befördern, während Leiharbeitende um ihre Jobs bangen.

## Produktion
Jonas Heldt führte Regie und war für das Konzept verantwortlich. Die Kamera führte Pius Neumaier. Die Produktion übernahmen das MOTEL Filmkollektiv (München) und die Neos Film GmbH & Co. KG (München-Geiselgasteig), die Hochschule für Fernsehen und Film München war Koproduzentin. Der FilmFernsehFonds Bayern förderte den Film mit 50 000 Euro.
Der Debütfilm feiert im Februar 2020 auf der Berlinale Weltpremiere und läuft dort in der Sektion Perspektive Deutsches Kino.

## Titel
Der Arbeitstitel lautete Automotive – Zukunft der Arbeit.

## Rezeption
Carolin Weidner fokussiert für den Spiegel die beiden Protagonistinnen Sedanur und Eva. „Gut möglich, dass die eine die Wegrationalisierung der anderen vorbereitet. Grundsätzlich wohl in ihrer Haut fühlen sich beide Frauen. Heldt inszeniert in seinem Film keinen Konflikt: Er ist längst da.“

## Auszeichnungen
Bei der Berlinale 2020 war Automotive für den Berlinale Dokumentarfilmpreis nominiert.